# دختر خدایان

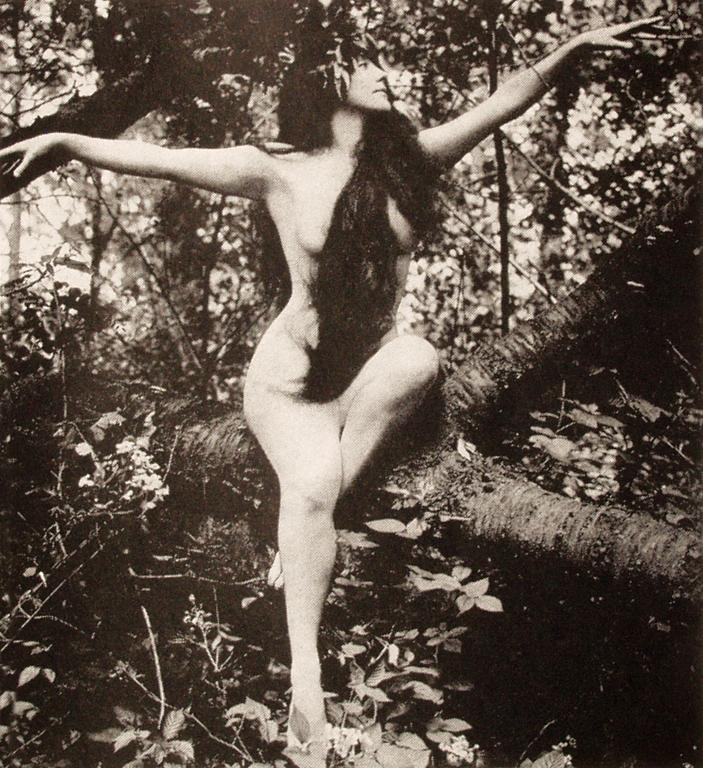
آنت کلرمن در صحنه‌ای از فیلم

دختر خدایان (انگلیسی: A Daughter of the Gods) یک فیلم فانتزی درام صامتِ آمریکایی است که در سال ۱۹۱۶ منتشر شد. این فیلم به دلیل سکانس‌هایی که شخصیت آنیتیا (با بازی شناگر مشهور استرالیایی آنت کلرمن) دارای برهنگی غیرضروری بود، بحث‌برانگیز شد. این صحنه را نخستین برهنگی کامل یک ستارهٔ جریان اصلی در فیلم می‌دانند که طی صحنهٔ آبشار رخ داد؛ حتی با اینکه بیشتر بدن این بازیگر با موهای بلندش پوشیده شده بود. برنان فیلم‌نامه را با الهام از نمایشنامه‌ای از دیوید بلاسکو و جان لوتر لانگ نوشت، اما برخی جنبه‌های سینمایی (سکانس‌های زیر آب، برهنگی کلرمن و غیره) را در تلاشی آشکار برای جلوگیری از متهم شدن به دستبرد فکری به فیلم افزود.

## گزیدهٔ بازیگران
- آنت کلرمن
- بادی دسیلوا
- استارت هولمز
- ریکا آلن
- والتر جیمز